# 居港上海人
上海人，在香港佔重要地位始於1949年。
在香港，上海人泛指包含祖籍江蘇，浙江，安徽等華東地區的族群，例如陳方安生祖籍安徽省壽縣，也被歸類為上海人。其他如非上海出生的，也大多在上海有成长求学经商经历，如邵逸夫，所以上海人的概念也泛指从上海来港的人。同時因為這些地區多數講吳語，所以吳語在香港亦常被稱為上海話。

## 歷史
1930年代日本侵華戰爭爆發後，大量上海人逃至香港，在1946年國共內戰開始後又有大量人為逃避戰爭和共產政權而來到香港，估計總數有1,400,000人。
他們帶著大批資金和技術到港，經營工業、航運、金融等行業，使得香港在後來成為製造業王國。同時中共建政迫使眾多原本以上海為基地的金融機構和人才遷往香港，所以直到20世紀80年代，很多香港銀行的管理層也是居港上海人。
另外，當時大量來港的廣東人在原居地以務農為生，在知識、金錢、技術方面都較為缺乏，對比起來上海人就比較富裕，社會地位亦較高，一些影視作品（如浮生六劫）描述了在香港的廣東人與上海人之間的鬥爭。

## 著名人物
- 董建華：前香港特首，父親董浩雲是航運公司東方海外的創辦人
- 包玉剛：香港船王
- 陳方安生：前香港政務司
- 余若薇：前立法會議員
- 陳淑莊：前立法會議員
- 王家衛：電影導演
- 唐英年：前政務司司長
- 楊鐵樑：前香港首席大法官，祖籍廣東省中山市，但在上海成長
- 邵逸夫：香港电影及电视制作人、娱乐业大亨、慈善家
- 陳廷驊：企業家
- 范徐麗泰：前立法會主席
- 汪明荃：粵劇演員
- 沈殿霞：藝人
- 邱德根：企業家
- 吳光正：已故船王包玉刚第二女婿，前九龙仓集团董事局主席、现任首席顾问，曾担任港区全国政协常委，曾任香港贸易发展局主席（2000年至2007年）。
- 鄭希怡：歌手
- 倪匡：香港四大才子之一
- 金庸：香港四大才子之一，华人武侠小说泰斗
- 陳日君：天主教香港教區榮休樞機主教